# Samer Al Najjar

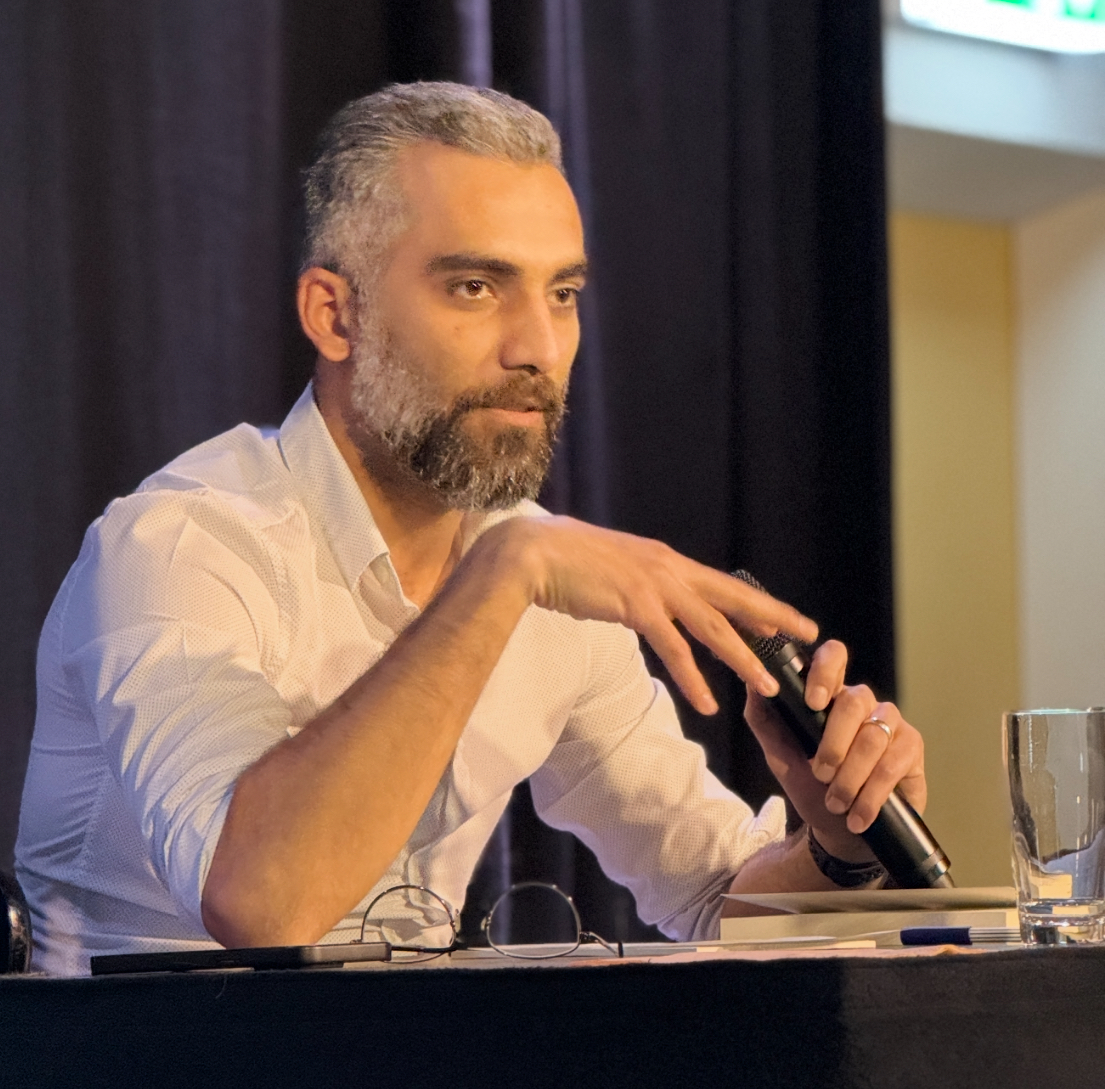
Samer Al Najjar 2024

Samer Al Najjar (arabisch سامر النجار, DMG Sāmir an-Naǧǧār; * 1994 in Homs, Syrien) ist ein syrisch-deutscher Autor.

## Leben
Bereits in frühen Kindheitsjahren verfasste der Autor nach eigenen Angaben Gedichte und Kurzgeschichten. Im Jahr 2012 musste er seine Heimatstadt Homs verlassen und in den Libanon fliehen. 2014 kam er als Kontingentflüchtling nach Deutschland und schloss im Jahr 2022 sein Studium der Germanistik und Politikwissenschaften an der Heinrich-Heine-Universität Düsseldorf ab.

## Werk
In seiner ersten Kurzgeschichtensammlung Die salzige Heimat, die das Kreisintegrationszentrum Anfang 2018 im Rahmen eines kleinen Buches veröffentlichte, thematisiert Al Najjar Gefühle der Einsamkeit, Hoffnungslosigkeit und des eindrucksvollen Wunsches nach Heimat und Dazugehörigkeit.
Unter dem Titel Es geschah in Homs veröffentlichte er 2021 ein weiteres Buch. In den neun Erzählungen nimmt Al Najjar den Leser mit auf eine Reise in seine Heimat, in den Krieg und das Exil. Die Geschichten sind aber nicht nur düster, es scheinen immer auch Glücksmomente durch. Der Kurzgeschichtenband des Autors erscheint zweisprachig auf Arabisch und Deutsch.
Im Jahr 2019 wurde seine Kurzgeschichte Die verlorene Farah im Anschluss an seiner Teilnahme an dem Literaturwettbewerb im Rahmen der 12. Bonner Buchmesse zum Thema Migration in die Anthologie unter die besten zehn Texte aufgenommen und veröffentlicht.
Sein erster arabischer Roman wurde im Oktober 2020 im libanesischen Verlag Arab Scientific Publishers Inc. veröffentlicht.
Im Februar 2023 erschien sein erster deutscher Roman unter dem Titel Labyrinth der verwaisten Wünsche vom AKRES Publishing.
Seine deutsche Kurzgeschichtensammlung „Lippenstift und Blut. Geschichten über das Leben in Syrien und die Flucht“ erschien im Frühjahr 2025.

## Werke
- Und der Würfel dreht sich noch. Roman. Beirut, Libanon. 2020. Arab Scientific Publishers, Inc. ISBN 978-614013131-6.
- Labyrinth der verwaisten Wünsche. Roman. Wuppertal 2023. AKRES Publishing. ISBN 978-3-910347-08-3.
- Lippenstift und Blut. Geschichten über das Leben in Syrien und die Flucht. Wuppertal 2025. AKRES Publishing. ISBN 9783910347625.